# Коган Костянтин Єфремович
Коган Костянтин Єфремович (нар. 16 серпня 1911 —†?) — радянський, український звукорежисер. Нагороджений медалями.  

## Життєпис
Народився 16 серпня 1911 року в селі Верхівня Житомирської області. 
Закінчив сільськогосподарський технікум (1928) і Київський інститут кіноінженерів (1939). 
Працював інженером звукозапису (1938—1947), начальником звукоцеху (1947—1952). 
З 1952 року — звукооператор Київської кіностудії ім. О. П. Довженка. 
Багато працював у галузі дубляжу.
Був членом Спілки кінематографістів України.
Емігрував 1996 року.

## Фільмографія
Оформив фільми:
1. 1954: «Командир корабля» / Командир корабля
2. 1954: «Над Черемошем» / Над Черемошем
3. 1955: «Пригоди з піджаком Тарапуньки» / Приключения с пиджаком Тарапуньки
4. 1956: «Кривавий світанок» / Кровавый рассвет
5. 1956: «Мальва» / Мальва
6. 1958: «Прапори на баштах» / Флаги на башнях
7. 1959: «Його покоління» / Его поколение
8. 1961: «Повія» / Гулящая
9. 1963: «Бухта Олени» / Бухта Елены
10. 1964: «Повість про Пташкіна» / Повесть о Пташкине
11. 1965: «Місяць травень» / Месяц май
12. 1966: «А тепер суди...» / А теперь суди…
13. 1968: «Маленький шкільний оркестр» / Маленький школьный оркестр
14. 1968: «Гольфстрим» / Гольфстрим
15. 1970: «Назвіть ураган „Марією“» / Назовите ураган «Марией»
16. 1970: «Пізня дитина» / Поздний ребёнок
17. 1971: «Веселі Жабокричі» / Весёлые Жабокричи
18. 1973: «Чорний капітан» / Чёрный капитан
19. 1974: «Лицар Вася» / Рыцарь Вася
20. 1974: «Таємниця партизанської землянки» / Тайна партизанской землянки
21. 1975: «Дивитися в очі» / Смотреть в глаза
22. 1977: «Дипломати мимоволі» / Дипломаты поневоле
23. 1979: «Біла тінь» / Белая тень
24. 1981: «Скляне щастя» / Стекляное счастье  та інші.